# Didier Défago
Didier Défago (Morgins, 2. listopada 1977.) umirovljeni je švicarski alpski skijaš. Prvi nastup u Svjetskom skijaškom kupu imao je 7. ožujka 1996. godine.
Osvajač je zlatne olimpijske medalje u spustu na Zimskim olimpijskim igrama u Vancouveru 2010. godine.

## Pobjede u Svjetskom kupu
5 pobjeda (3 u spustu, 2 u superveleslalomu)
| Datum              | Skijalište | Disciplina      |
| ------------------ | ---------- | --------------- |
| 20. prosinca 2002. | Gröden     | superveleslalom |
| 17. siječnja 2009. | Wengen     | spust           |
| 24. siječnja 2009. | Kitzbühel  | spust           |
| 29. prosinca 2011. | Bormio     | spust           |
| 26. siječnja 2014. | Kitzbühel  | superveleslalom |